# Demi-lune (agriculture)
Pour les articles homonymes, voir Demi-lune.

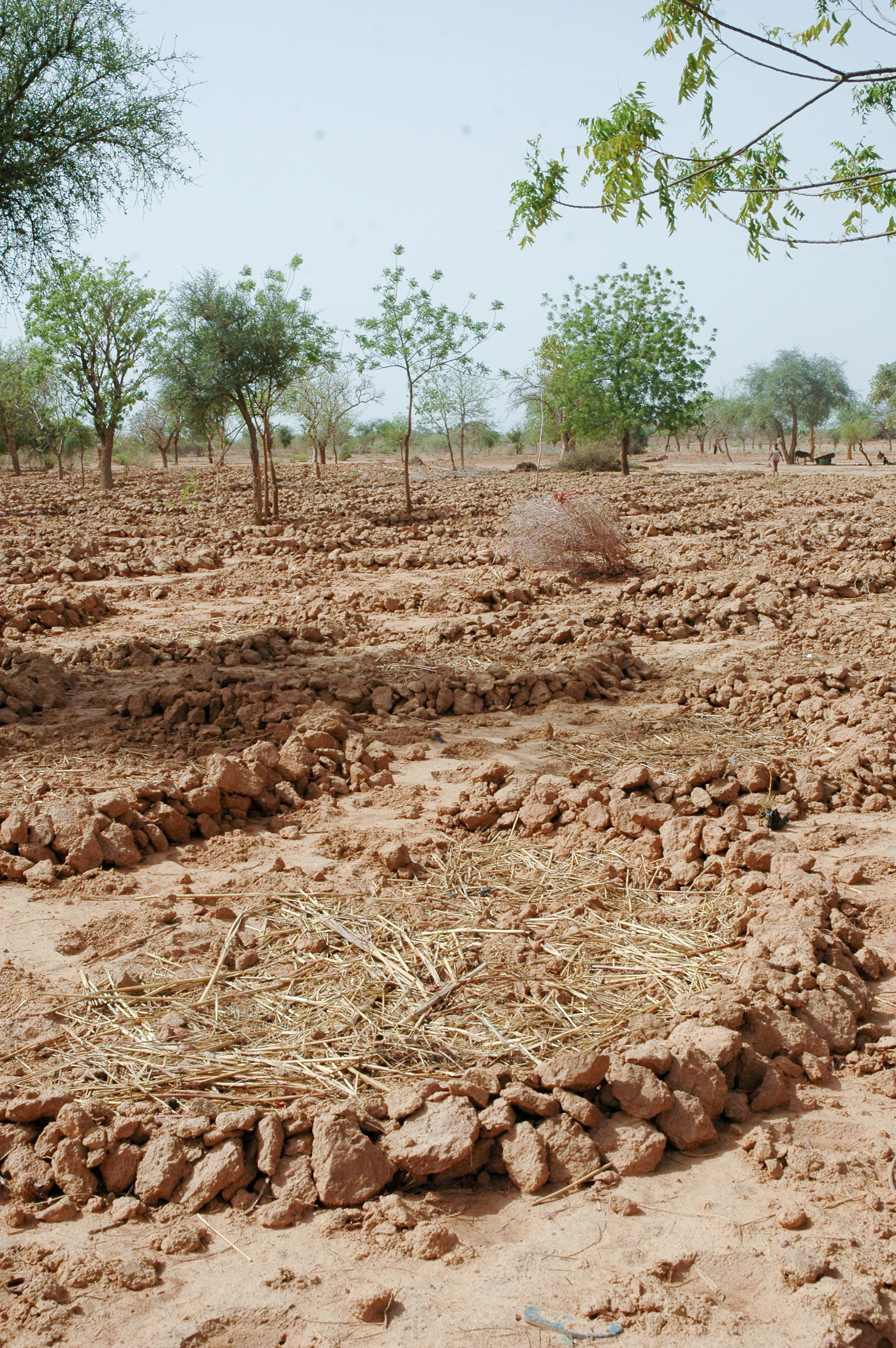
Technique de la demi-lune

La demi-lune est une technique agricole visant à déblayer la terre de bassins de quelques mètres, pour former des monticules en formes demi-lunes. Elle est utilisée pour concentrer les précipitations, réduire le ruissellement et pour cultiver sur des terres encroûtées. Elle est ainsi surtout employée dans les terrains ayant une inclination et ayant un climat aride ou semi-aride. Malgré leurs ressemblances, elle se distingue de la technique du zaï.
En pratique, plusieurs dizaines de demi-lunes sont construites les unes à côté des autres, d'une dimension de deux mètres sur quatre, et avec quinze à trente centimètres de profondeur. Informer les paysans de cette technique et de son efficacité est le plus souvent suffisant pour que ceux-ci la mettent en place, sans qu'il y ait besoin d'incitations financières.
La construction de demi-lunes nécessite de déterminer le sens de la pente et est généralement réalisée lors des mois d'avril mai et juin lorsque le sol est encore stable. Cela nécessite cependant une main-d'œuvre importante, du temps, et un entretien annuel.